# Dnipriany
Dnipriany (ukr. Дніпряни) – osiedle typu miejskiego na Ukrainie w obwodzie chersońskim.